# چیلیکافی (تگزاس)
چیلیکوت، تگزاس(به انگلیسی: Chillicothe, Texas) (‎/ˌtʃɪlɪˈkɒθi/‎ CHIL-i-KOTH-ee) شهری در ایالت تگزاس از ایالات جنوبی ایالات متحده آمریکا است. در سرشماری سال ۲۰۰۰، جمعیت این شهر ۷۹۸ نفر اعلام شد.

## نگارخانه

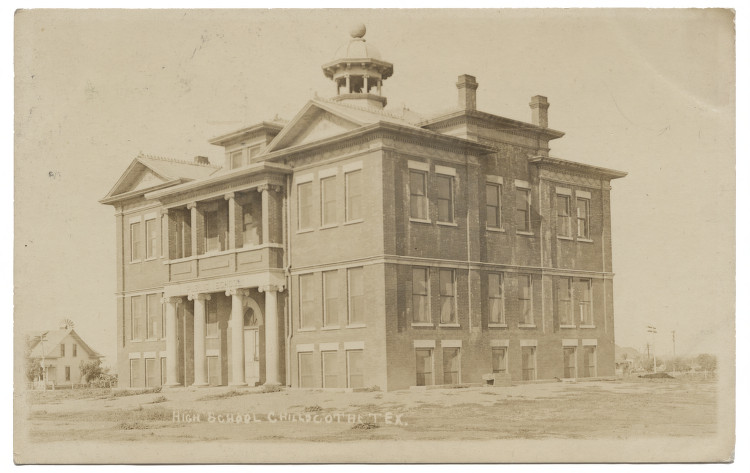
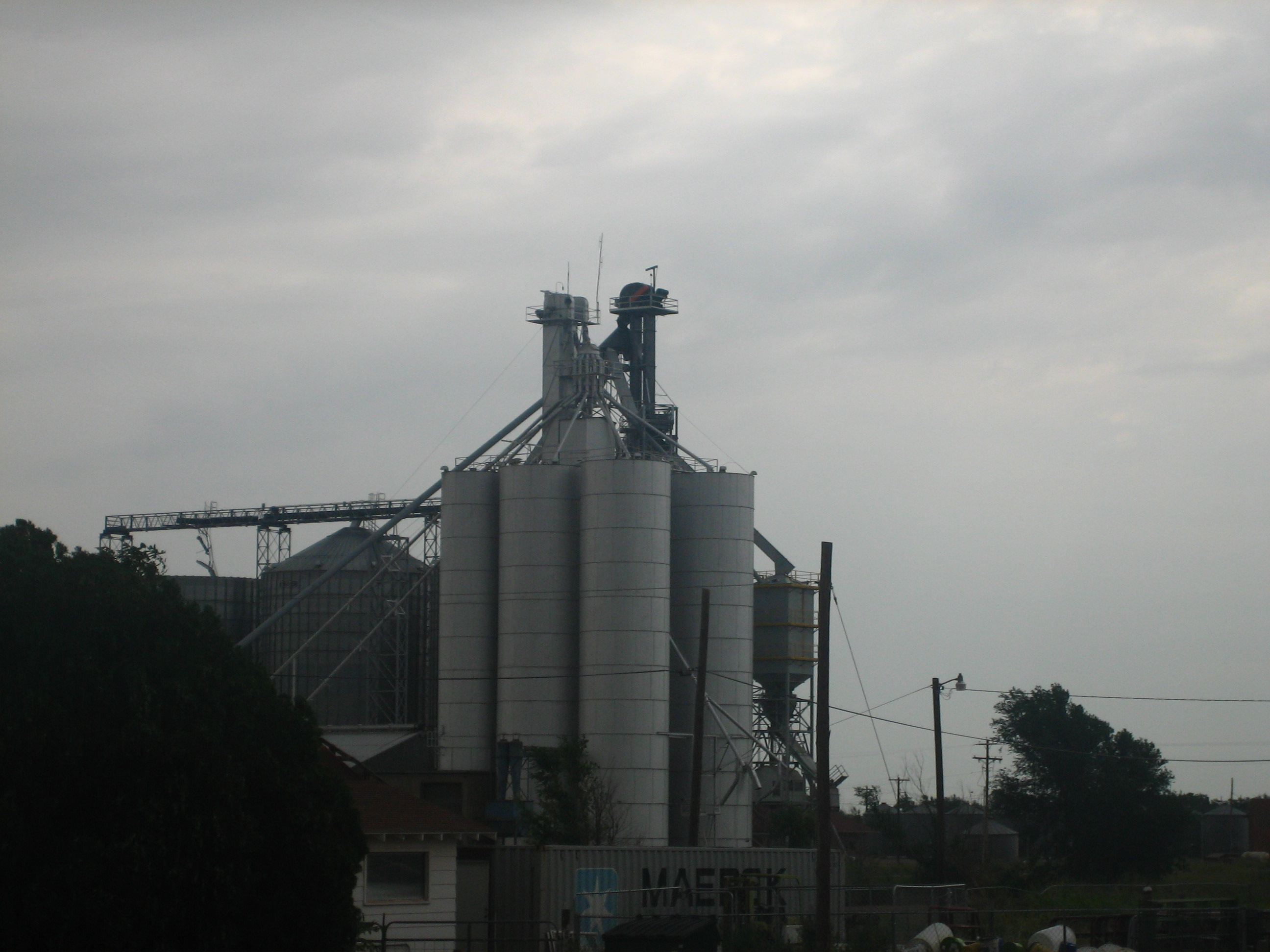